# Mãe de Grendel
Mãe de Grendel (em inglês antigo: Grendles mōdor) é um dos antagonistas do poema anglo-saxão Beowulf, sendo um dos três oponentes do héroi na história. A personagem não tem seu nome citado em nenhuma parte do poema, sendo conhecida apenas como a Mãe de Grendel. ( ATRIZ: Angelina Jolie).